# Ibrahim Azar
Sani Ibrahim Charlie Azar (* 22. Juni 1961 im Libanon) ist ein palästinensischer evangelisch-lutherischer Geistlicher und seit Januar 2018 Bischof der Evangelisch-Lutherischen Kirche in Jordanien und im Heiligen Land (ELCJHL). 

## Leben
Ibrahim Azar besuchte bis 1979 die lutherische Schule des Jerusalemsvereins im Berliner Missionswerk in Bethlehem. Er studierte Evangelische Theologie an der LMU München, wo er 1987 seinen Abschluss machte. 1988 wurde er zum Pastor der Evangelisch-Lutherischen Kirche in Jordanien und im Heiligen Land ordiniert. Er war Pastor der ELCJHL-Gemeinde an der Erlöserkirche in Jerusalem. 
Im Januar 2017 wählte ihn die Synode als Nachfolger von Munib Younan zum Bischof der Kirche.
Seine Amtseinführung fand am 12. Januar 2018 in der Erlöserkirche in Jerusalem statt.
Er ist mit Nahla Elias Azar verheiratet. Das Paar hat drei Töchter.